# Arnside Tower

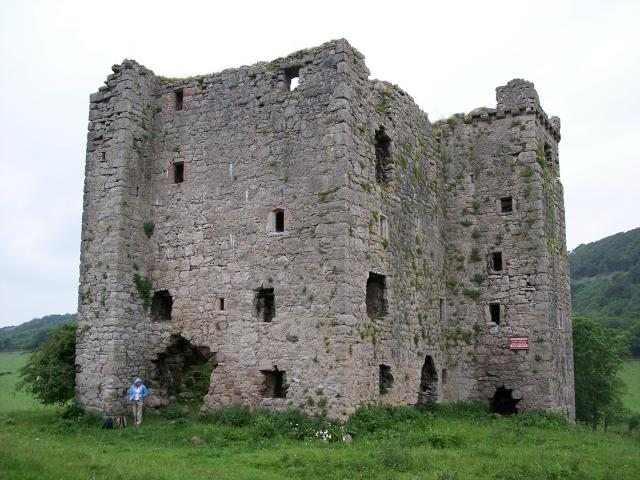
Arnside Tower

Arnside Tower ist ein spätmittelalterlicher Wohnturm (auch Peel Tower) zwischen Arnside und Silverdale, direkt südlich des Arnside Knott in der englischen Grafschaft Cumbria.

## Geschichte

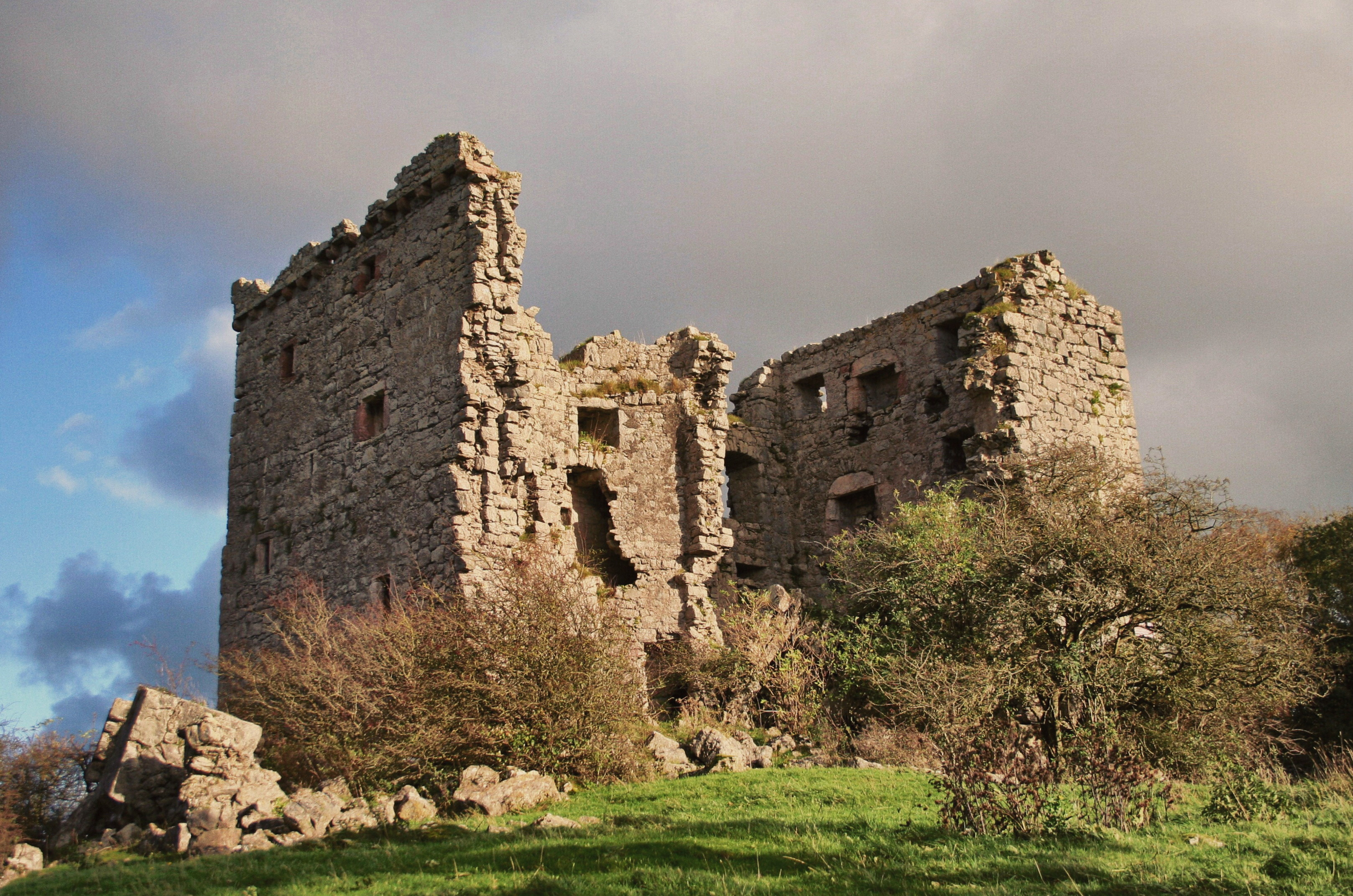
Arnside Tower von Westen mit der eingestürzten Wand

Der Arnside Tower wurde in der zweiten Hälfte des 15. Jahrhunderts errichtet. Wohntürme wurden oft in den unsicheren Gegenden Nordenglands und des südlichen Schottlands gebaut. Der aus Kalksteinbruch gebaute Turm war ursprünglich fünf Stockwerke hoch und hatte eine Grundfläche von 15 Meter × 10,2 Meter. Seitlich an den Turm angebaut war ein Gebäudetrakt mit gleicher Höhe, so wie es in Schottland üblich war, in England aber selten ist. Der Historiker Anthony Emery meint, dass die Konstruktion vom Ashby de la Zouch Castle, das 1464 von Lord Hastings umgebaut wurde, beeinflusst worden sein könnte.
Eine der Wände des Turms stürzte um 1900 ein, und seit 2014 gilt der Arnside Tower laut English Heritage als in sehr schlechtem Zustand, sodass Restaurierungsarbeiten dringend geboten sind. Der Arnside Tower gilt als Scheduled Monument und ist als historisches Gebäude II*. Grades gelistet.

## Tourismus
Der Wohnturm ist in privater Hand und befindet sich in ruinösem Zustand. Das örtliche Fremdenverkehrsamt weist darauf hin, dass der Turm von einem in der Nähe vorbeiführenden Fußweg aus gut zu sehen ist.